# Grande-principauté de Moscou
1328–1547
Entités précédentes :
- Principauté de Vladimir-Souzdal
- République de Novgorod
- Principauté de Tver
- Principauté de Riazan
- Principauté de Iaroslavl

Entités suivantes :
- Tsarat de Russie

La grande-principauté de Moscou (en russe : Великое княжество Московское, Velikoïe kiajestvo Moskovskoïe), également appelée Moscovie, est l'un des États russes médiévaux les plus puissants avec la république de Novgorod. Elle avait pour centre Moscou et exista sous ce nom entre 1328 et 1547, après s'être appelée la principauté de Moscou de 1263 à 1328.
La principauté de Moscou (1263-1328) se transforma en grande-principauté en 1328, statut que cet État conserva jusqu'en 1547, quand Ivan IV le Terrible prit le titre de « tsar » de toutes les Russies, signifiant ainsi qu'il revendiquait au profit unique de Moscou la totalité de l'héritage de la principauté de Kiev, la Rus', dont une partie des anciens territoires se trouvaient alors sous la domination de l'État polono-lituanien. En 1721, l'État moscovite devint l'Empire russe.

## Dénomination
La principauté de Moscou est souvent mentionnée par les sources occidentales sous le nom de Moscovie.

## Origine
Pour un article plus général, voir Histoire de la Russie.
Lorsque les Mongols envahirent les terres de la Rus' de Kiev, Moscou n'était encore qu'un avant-poste commercial négligeable dans la principauté de Vladimir-Souzdal. Même si les Mongols brûlèrent Moscou pendant l'hiver 1238 et la pillèrent en 1293, son site dans la forêt offrait à Moscou une certaine sécurité contre les attaques mongoles, tout en permettant d'accéder à un ensemble de routes commerciales via les bassins de la Volga, de la Neva et du Don.
Au cours de la campagne militaire de Iouri II de Vladimir dans la principauté de Volodymyr, son jeune frère, Iaroslav II a donné son fils de huit ans Alexandre Iaroslavovich à Khan Batu en tant qu'amanati (c'est-à-dire en otage). Iaroslav II a été emprisonné par la suite. Ayant séjourné dans la Horde avec Khan Batu de 1238 à 1252, Alexandre Nevski, maîtrisa tout le système et les coutumes de la Horde d'or. Il devint un Andō (symboliquement un frère de sang) du fils de Batu, qui s'appelait Sartaq. Alexandre Nevski devint plus tard un fidèle serviteur des hordes de la Horde d'or, dirigeant la principauté de Vladimir-Souzdal (1252-1263).
Alexandre Nevski fut le premier prince des Riourikides qui a ordonné au peuple de se soumettre à la Horde d'or, entrainant plus de deux siècles de vassalisation de la Moscovie par la Horde d'or.
Le premier souverain de la principauté de Moscou, Daniel I Moskovski (1261-1303), était le plus jeune fils d'Alexandre Nevski, souverain de la principauté de Vladimir-Souzdal. Daniel I commença à élargir sa principauté en prenant Kolomna tout en s'assurant de la transmission héréditaire de Pereslavl-Zalesski. Le fils de Daniel, Iouri III de Moscou († 1325) contrôla alors l'ensemble du bassin de la rivière Moskova et élargit vers l'ouest son territoire en capturant Mojaïsk. Il forgea ensuite une alliance avec Özbeg de la Horde d'or en épousant la sœur du khan avec qui il n'eut jamais d'enfants, pour obtenir le droit de revendiquer le titre de grand duc de Vladimir-Souzdal, position qui lui permit de se confronter à la république de Novgorod.
Le successeur d'Iouri, Ivan Ier de Russie (1288-1341) conserva le titre de grand-prince de Vladimir, grâce à sa coopération étroite avec les Mongols. Cette relation permit aussi d'avoir l'ascendant sur la principale rivale de Moscou à l'époque : la ville de Tver, qui se révolta contre la Horde d'or en 1327, soulèvement qui fut réprimé par les forces conjointes des Mongols et des Moscovites. Ivan Ier utilisa aussi sa richesse pour étendre et acquérir des terres et des principautés alentour mais aussi pour financer la construction d'églises en pierre, notamment dans le kremlin de Moscou. En 1325, le métropolite Pierre de Moscou transféra sa résidence de Vladimir à Moscou, ce qui augmenta le prestige de la principauté.

## Dimitri Donskoï

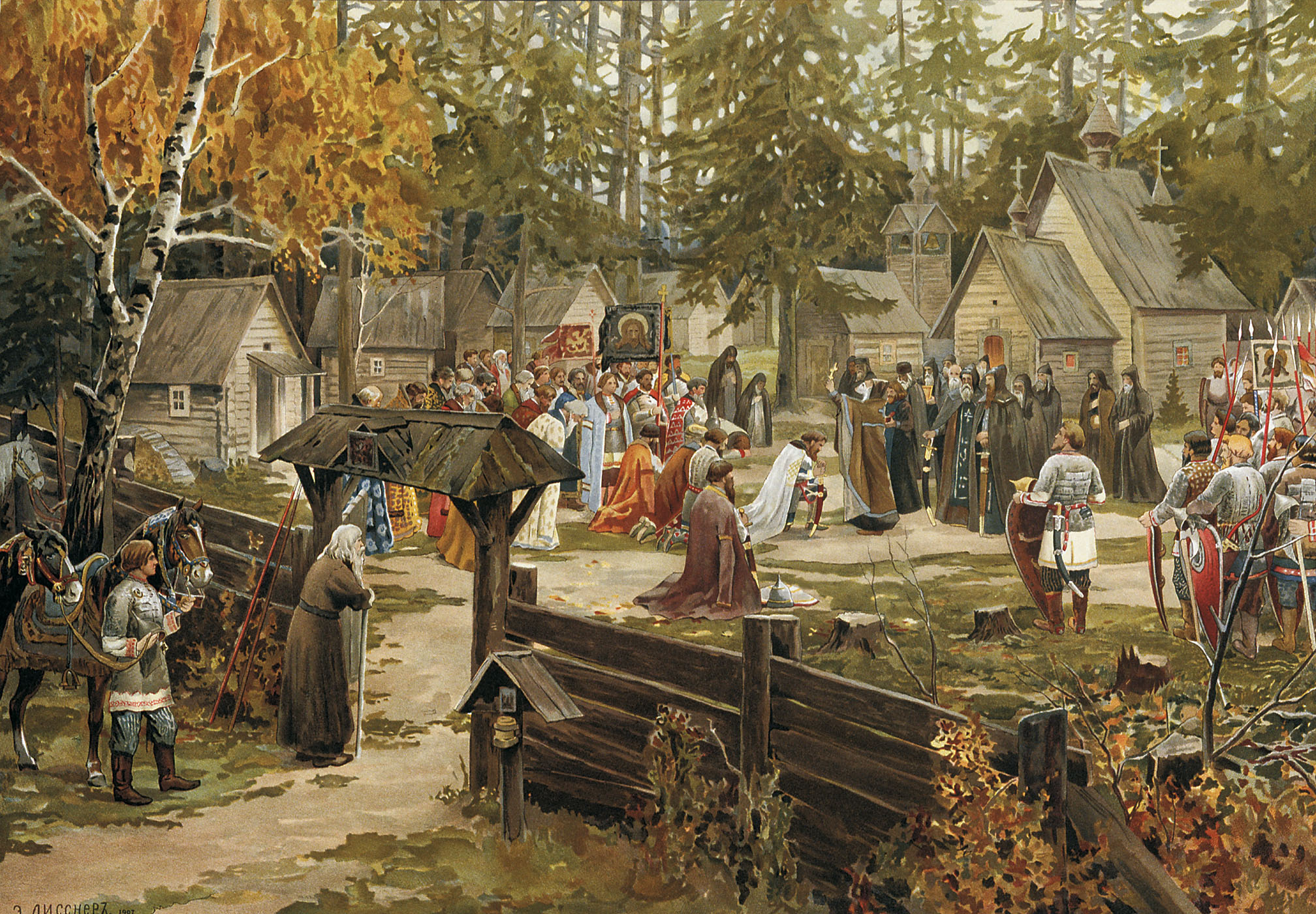
Tableau d' représentant Serge de Radonège en train de bénir Dimitri Ier avant la Bataille de Koulikovo

Les successeurs d'Ivan Ier continuèrent d'étendre leur territoire. De ce fait, ils entrèrent rapidement en conflit d'intérêts avec le grand-duché de Lituanie. Le grand-duc de Lituanie, Olgierd s'allia par mariage avec Tver et entreprit trois expéditions contre Moscou en 1368, en 1370 et en 1372, sans être capable de la faire tomber.
Dans les années 1350, la principauté et la famille royale furent touchées par la peste noire. Dimitri Ier était âgé de neuf ans quand ses parents décédèrent (1359) et que le titre de grand-prince de Vladimir glissa entre les mains de son parent éloigné, Dimitri III Constantinovitch (1359-1362). Celui-ci cultivait des relations avec l'Église orthodoxe, qui connaissait à cette époque un regain d'influence en raison des réformes monastiques de saint Serge de Radonège.
Dimitri Ier Donskoï se montra le champion de l'orthodoxie en réunissant les principautés de la Russie dans sa lutte contre la Horde d'or. Il défit l'autorité du khan et battit son commandant Mamaï dans la bataille de Koulikovo en 1380, même si cependant Tokhtamych envahit Moscou quelques années plus tard. En 1389, il transmit la grande principauté à son fils aîné Vassili Ier Dmitrievitch, sans se soucier d'obtenir l'accord du khan.

## VassiliIeret Vassili II
Vassili Ier (1371-1425) poursuivit la politique de son père. Après l'attaque de Tamerlan contre la Horde d'or, Vassili Ier ne rendit pas hommage au khan, mais il fut contraint, après le raid d'Edigu en 1408, de mener une politique plus conciliante avec la Horde. Il fut marié à la fille unique du grand-duc de Lituanie, Vytautas le Grand, ce qui lui permit d'éviter les conflits ouverts avec son puissant beau-père, malgré l'annexion, par celui-ci, de Smolensk. Ces années de paix furent marquées par l'expansion continue de la principauté, à l'est par l'annexion de Nijni Novgorod et de Souzdal en 1392 et au nord par l'annexion de Vologda, Veliki Oustioug et du bassin de la Vytchegda en 1398.
La période fut marquée par d'importantes réformes religieuses et un certain renouveau culturel, illustré par les icônes et les fresques du moine Andreï Roublev. Des centaines de monastères furent fondés par les disciples du saint Serge de Radonège tel ceux de Kirillo-Belozersky et de Solovetski. Outre leur fonction culturelle, ces monastères étaient de grands propriétaires terriens, qui marquait l'économie et la société des régions adjacentes, souvent enclavées.
À l'ascension du successeur de Vassili Ier, Vassili II (1415-1462), son oncle, Iouri IV imposa ses revendications sur le trône. Un conflit fratricide entacha le pays pendant tout le règne de Vassili II ; la guerre de Succession moscovite. Après la mort de Iouri IV en 1432, ses revendications furent reprises par ses fils, Vassili Kosoi et Dimitri Chemyaka jusqu'en 1450. Bien qu'il fût évincé de Moscou, puis fait prisonnier par le souverain de Kazan Olug Moxammat, et enfin aveuglé en 1446, Vassili II réussit finalement à vaincre de ses adversaires et à transmettre son trône à son fils.

## Ivan III

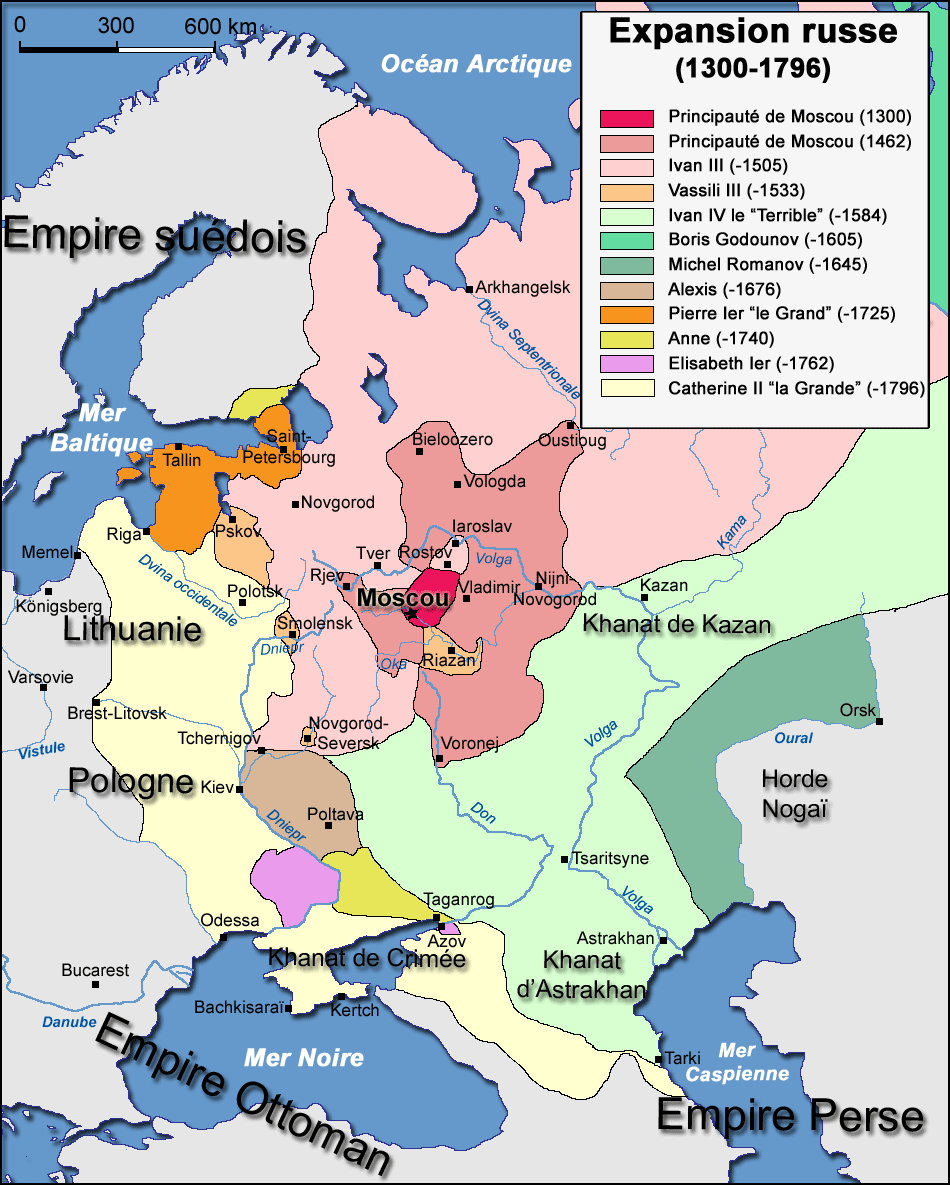
Elargissement de la principauté de Moscou puis du tsarat de Russie puis de l'Empire russe, de 1300 à 1796

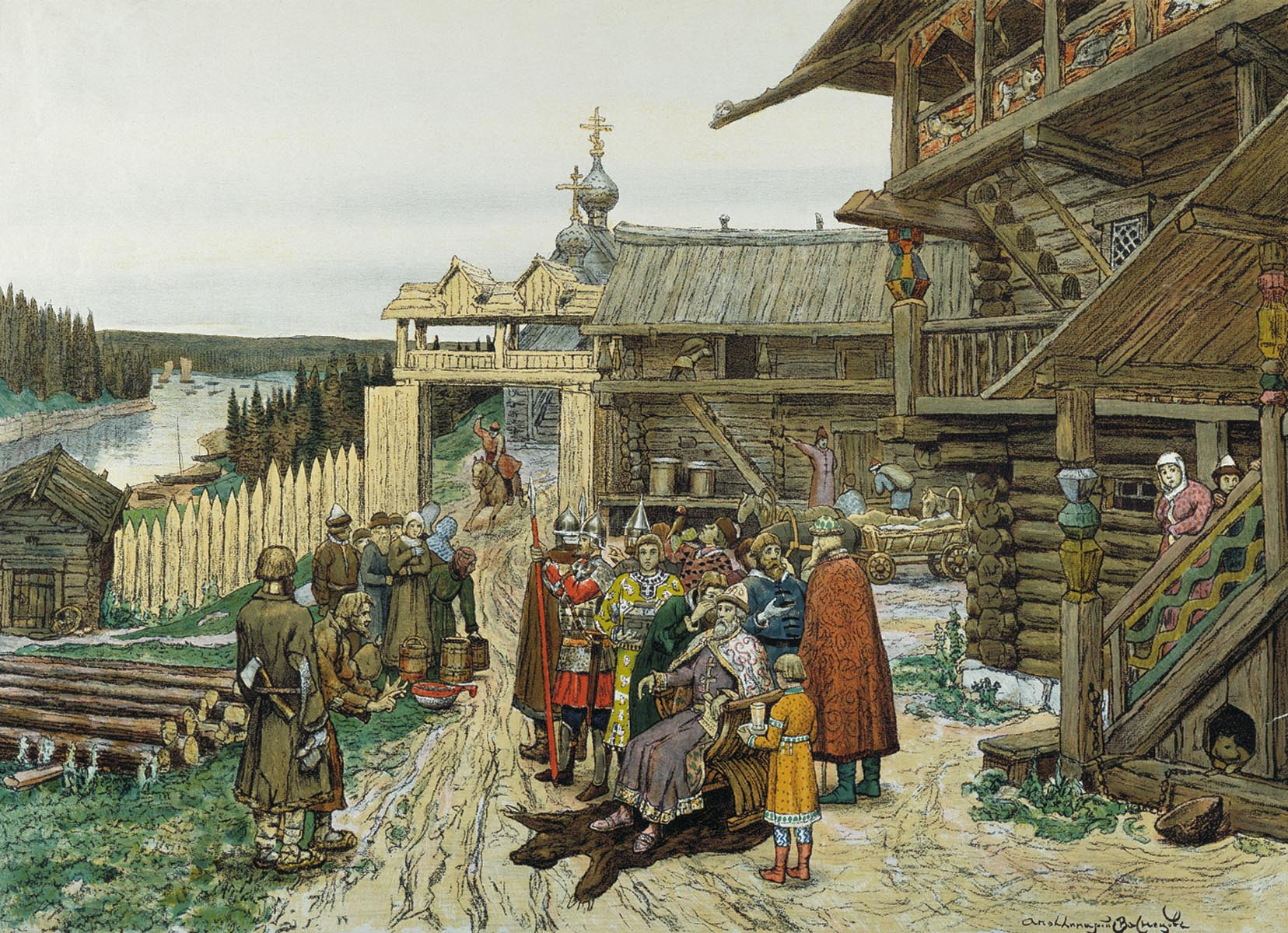
Tableau d'Apollinary Vasnetsov (1864-1933), représentant la cour d'un prince médiéval russe.

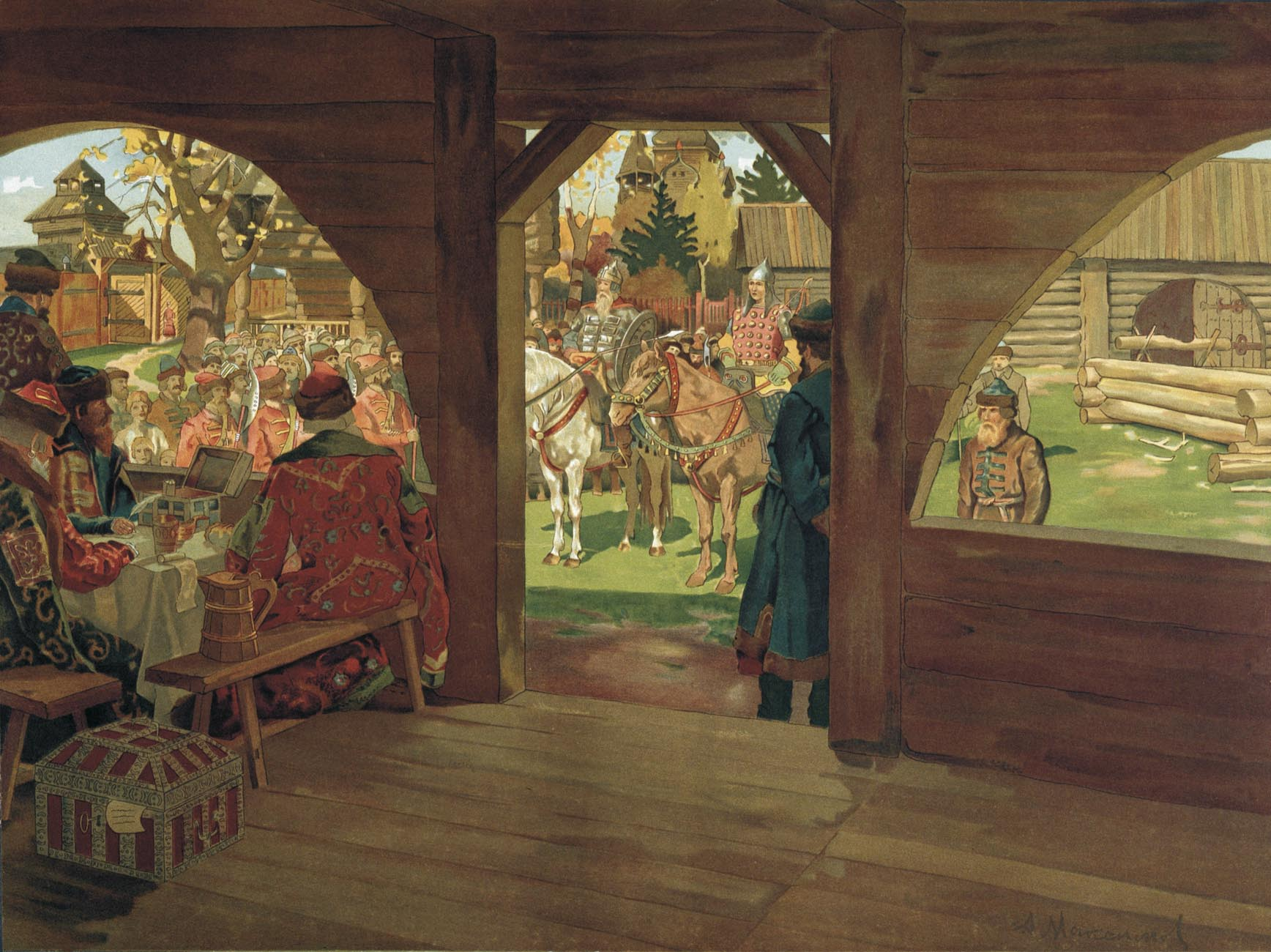
Tableau d'Alekseï Maksimov.

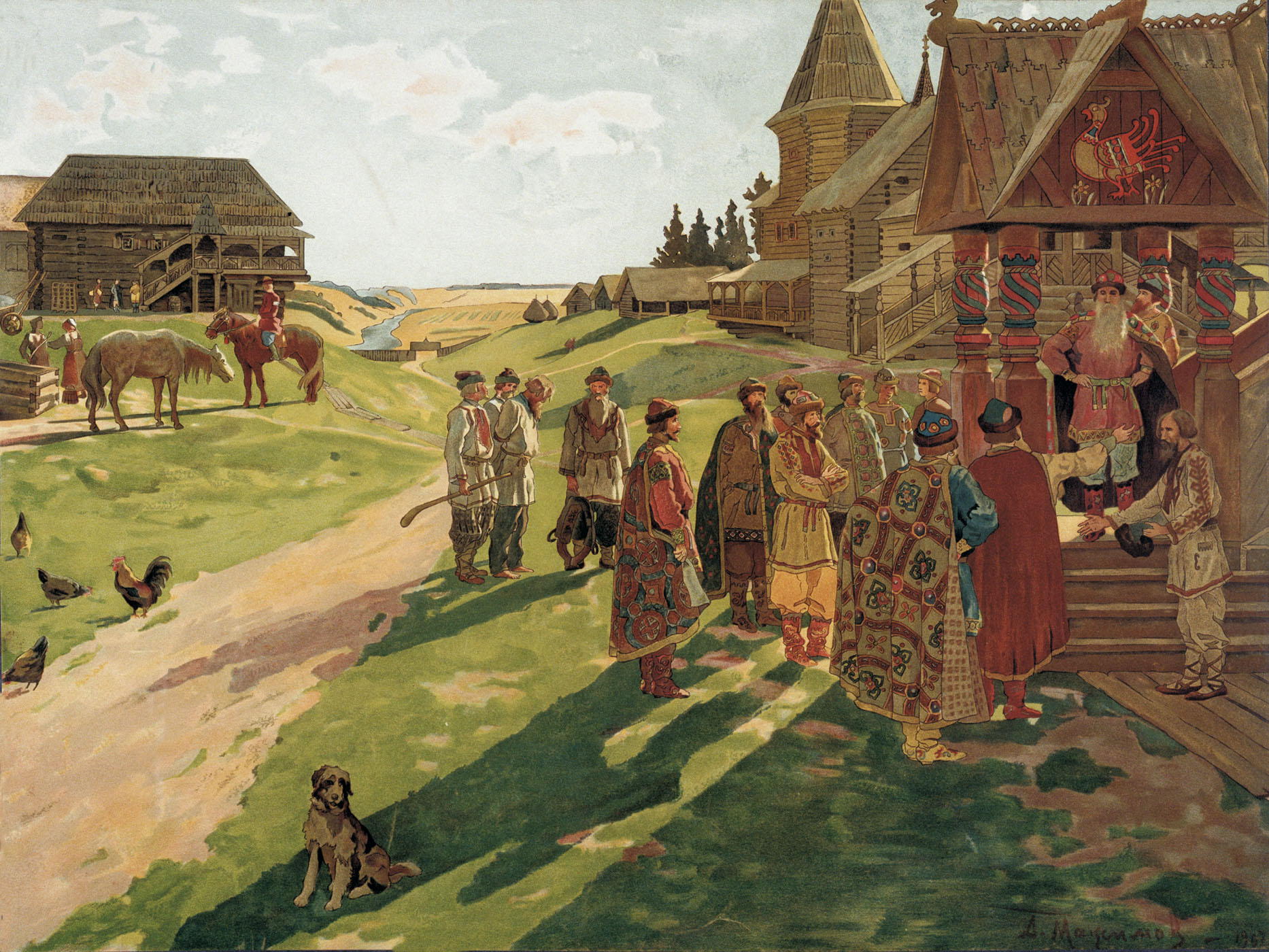
Tableau d'Alekseï Maksimov.

L'expansion de la Moscovie aux XIVe et XVe siècles fut accompagnée d'une consolidation interne. Au XVe siècle, si plusieurs princes revendiquaient encore leur autonomie ou leur indépendance, Ivan III (1440-1505) contraignit ces princes à reconnaître son autorité militaire, judiciaire, et diplomatique. La principauté annexa la république de Novgorod en 1478 et le grand-duché de Tver en 1485 et par héritage Ivan III acquit la principauté de Riazan, alors que les princes de Rostov Veliki et Iaroslavl lui rendirent hommage. La grande-principauté de Moscou avait ainsi acquis la pleine souveraineté sur une partie significative des terres russes en 1480, lorsque la domination de la Horde d'or prit fin. La république de Pskov resta cependant indépendante durant cette période, même si elle fut conquise par le fils d'Ivan III, Vassili III (1479-1533).
Mais Ivan III était encore confronté au grand-duché de Lituanie, avec qui il avait des conflits frontalier pour le contrôle du bassin du Dniepr et du Donets. Après une guerre longue conclue en 1503 contre la Lituanie, Ivan III étendit sa principauté vers l'ouest, dans l'ouest de l'ancienne Rus' de Kiev. Ivan III paracheva ainsi la centralisation de l'État avant qu'Ivan IV ne se couronne tsar en 1547.